# O Amigo Dunor
O Amigo Dunor é um filme brasileiro de longa-metragem de 2005, do gênero drama, dirigido por José Eduardo Alcázar.
Conta no elenco com Ruy Resende, Dilma Lóes e Vanessa Lóes. Foi indicado para o Tiger Award do 34º Festival Internacional de Cinema de Roterdã, em 2005.[carece de fontes?]